# Anomala perplexa
Anomala perplexa är en skalbaggsart som beskrevs av Hope 1839. Anomala perplexa ingår i släktet Anomala och familjen Rutelidae. Utöver nominatformen finns också underarten A. p. diana.